# Costa Ampla
La Costa Ampla és una costa del terme de Tremp, al Pallars Jussà, dins de l'antic terme de Gurp de la Conca.
Està situada al sud-est del poble de Santa Engràcia, a la costa entre la Serra de Costa Ampla i el barranc de Ricós, al nord-oest de l'Acadèmia General Bàsica de Suboficials de Talarn. Ocupa tot el pendís de la meitat occidental de la serra esmentada, entre la llau Fonda, a l'oest, i la llau de Gavarnau, a l'est.